# Oberonia dissitiflora
Oberonia dissitiflora är en orkidéart som beskrevs av Henry Nicholas Ridley. Oberonia dissitiflora ingår i släktet Oberonia och familjen orkidéer. Inga underarter finns listade i Catalogue of Life.